# DVD発売記念特別番組〜FUJIWARA〜
DVD発売記念特別番組〜FUJIWARA〜は、ヨシモトファンダンゴTVで2007年3月7日に放送された、FUJIWARA初DVD「FUJIWARA」(2007年3月7日発売)の発売記念特別生放送番組。

## 出演
- FUJIWARA

### スペシャルゲスト
- 岡村隆史（ナインティナイン）…まったく来る予定は無かったが藤本の「見てるんやったら来てー」の一言で来た。
- つんく♂…コーナーで、FUJIWARAのDVDを2枚買わされた。

## 内容
- お便り紹介
- 原西のDVDの好きなシーン
- 原西のDVDでカットされたギャグ
- DVDを買ってもらおう
- 原西のギャグを真似してもらおう

## その他
- 放送の間のみファンダンゴショップでDVDを購入すると、サイン入り原西着用タイツをプレゼントされた。
- 最後岡村の携帯には、COWCOWの多田から電話があった。